# Keita Matsumiya
Keita Matsumiya (Kioto, 10 de noviembre de 1980) es un compositor japonés de música clásica.

## Biografía
Keita Matsumiya nace en Kioto, Japón, en 1980. Obtiene un máster en instalación sonora por la Universidad de las Artes de Tokio y logra dos Premios de Composición y Análisis Musical en el Conservatorio Nacional Superior de Música y Danza de París donde prosigue sus estudios con Frédéric Durieux, Gérard Pesson, Luis Naón, Michael Levinas y Claude Ledoux. Realiza el programa de estudios 1 de composición e informática musical del IRCAM, así como la formación de composición del Centro Achantes. Es un miembro de la Academia de Francia en Madrid de 2016 a 2017 para una residencia artística a la Casa de Velázquez. Ha sido premiado con varios concursos como el Takefu Composition Award 2010 en Japón y el Concurso Destellos 2015 en Argentina.
Su catálogo incluye desde la música instrumental-vocal a la música mixta y electroacústica. En 2015, recibió un encargo de la compañía de danza Butō Dairakudakan de Tokio para componer una obra electroacústica para escena titulada ASURA y, en 2017, un encargo del Ensemble Regards de París con el apoyo de la SACEM para KARURA, su proyecto coreográfico-musical. Sus obras han sido interpretadas por la Orquesta Nacional de Lorena, el Ensemble TIMF, Camerata Stravaganza, Musica Universalis, el Ensemble Regards, la Orquesta de Premiados del Conservatorio Nacional Superior de Música y Danza de París, entre otros, y presentadas en festival de renombre como: el Festival Mixtur de Barcelona, el Festival Klangspuren de Schwaz, la Academia International de Saxofón de Bretaña, el Festival Internacional de Música de Tongyeong, el Festival Internacional de Música de Takefu, Tokyo Wonder Site y el Festival Ars Musica de Bruselas. Es a cargo de curso a tiempo parcial en la Universidad préfectorale de los artes de Aichi desde 2017.

## Premio y recompensas
- 87.º miembro de la Academia de Francia en Madrid, Casa de Velázquez (2016)[1]
- Mención al 8.º Concurso Destellos para Soliton para orquesta de cámara y electrónica (2015)[2]
- 1.º Premio al 8.º Takefu Composición Award para El helado se estrella, se enchaîne para flauta y harpe (2010)
- Bursátil de la Fundación Meyer (2011)
- Bursátil de Rohm Music Foundation (2008)[3]

## Obras
La música de Keita Matsumiya está publicada principalmente por la edición tempéraments y BabelScores.
Obras para la escena
- KARUA, música electroacústica para bailes y luces (2017)
- ASUA, música electroacústica para teatros de bailes (2015)

Grupo de cámara
- Concertino para guitarra y grupo de cámara (2017)
- La ros(é)e des vents para flauta, clarinete, percusión, piano, violín, viola y violoncelo (2012 - 2013)
- Grain du temps para orquesta de cámara  (2011)
- Para-doxa para grupo de cuerdas (2009)

Música de cámara 
- HIFUMI para mezzo-soprano y piano (2017)
- Impromptu para saxo soprano (2016)
- Desviación II para saxo ténor, acordeón a cuarto-de-tonos y violoncelo (2016)
- Desviación para fagot o saxo baryton o clarinette baja o violoncelo y guitarra (2015-2017)
- Silencio, instante, récurrence para piano (2013)
- IROHA para soprano o Utai y koto (2011)
- Dialogos para saxo baryton (2010)
- El helado se estrella, se enchaîne para flauta y harpe (2010)
- Streptocarpus para clarinete y piano (2010)
- Doxa-dogma para trío a cuerdas (2009)
- Esquisse para oboe, alto y harpe céltico (2007)
- A la sombra de… para oboe y trompeta (2006)

Música mixta
- El helado se estrella, se enchaîne para flauta y electrónica (revisión en 2015)
- Soliton para orquesta de cámara y electrónica (2013)
- Fotón Emisión para saxo y electrónica (2013)
- Capricho para viola y electrónica (2012 - 2013)
- Homenaje a D'Anglebert para clavecín y electrónica (2011)

Electroacústia
- Las oleadas se eleven (2014)
- Morpho-flexionnel (2012)

## Discografía
- Compositores de la Casa de Velázquez - Keita Matsumiya (2017)
- Japón de ayer y de hoy (Air Mail Music, 2015 – SA 141265)